# Jacques Lesterpt
Jacques Lesterpt, dit Lesterpt l’aîné (né au Dorat le 21 mars 1745, mort au Dorat le 31 janvier 1823), est député aux États généraux de 1789, membre de la Convention nationale et membre des Cinq-Cents sous le Directoire.

## Biographie
Il est né en Haute-Vienne, fils de François Lesterpt, avocat, et de Dorothée Cœur-Deroy.
Juge-sénéchal au Dorat, il est élu par la sénéchaussée de la Basse-Marche député du tiers état aux États généraux, le 20 mars 1789, en même temps que son frère Benoit Lesterpt-Beauvais. Au sein de l'Assemblée constituante, il vote régulièrement avec la majorité.
Il retourne au Dorat pour y devenir président du tribunal. Le 2 septembre 1792, il est élu premier député suppléant de la Haute-Vienne à la Convention, où il est appelé à siéger le 9 ventôse an III. Modéré, il prend peu de part aux travaux de cette assemblée. 
Le 4 brumaire an IV, il est élu par les membres de la Convention au conseil des Cinq-Cents. Il y siège jusqu’en l’an VI, où, le 29 messidor, il est nommé commissaire-liquidateur de la comptabilité intermédiaire.
Favorable à Bonaparte, il est nommé, le 18 floréal an VIII, juge au tribunal criminel de la Haute-Vienne, jusqu’à sa retraite en 1811.

## Source
- « Jacques Lesterpt », dans Adolphe Robert et Gaston Cougny, Dictionnaire des parlementaires français, Edgar Bourloton, 1889-1891 [détail de l’édition]
- Fiche sur Assemblée nationale